# Tropiska nationer i olympiska vinterspelen
Trots att olympiska vinterspelen förknippas med nationer med kallt klimat, så har spelen haft deltagande från flera tropiska nationer. Det typiska utomhusklimatet i dessa länder lämpar sig inte för vintersport, och ingen medalj i olympiska vinterspelen har vunnits av en idrottare som tävlar för ett tropiskt land. Troligen därför att deras deltagande ofta har varit av personligt intresse.
Det har dock förekommit att idrottare/idrottsmän som är födda i ett tropiskt land men efter att de bytt nation, tagit medalj för nya landet.
Lascelles Brown föddes i Jamaica och tävlade för landet i vinter-OS 2002 i bob men blev utan medalj. Men sedan han bytte nation till Kanada år 2005 tog han silver i vinter-OS 2006 i tvåmans bob och brons i fyrmansbob i vinterspelen 2010.

Mexiko var det första landet med ett varmt klimat att delta i olympiska vinterspelen. En stor del av Mexiko ligger på en latitud norr om kräftans vändkrets, och större delen av landet är öken eller med halvtorrt klimat, så det är inte enbart en tropisk nation. Dock gjorde Mexiko sin debut i olympiska vinterspelen 1928 med ett fem-mans lag i bob som slutade som elva av tolv lag. Mexiko återvände inte till vinterspelen förrän 1984.
Den första riktiga tropiska nationen att delta i olympiska vinterspelen var Filippinerna som skickade två alpina skidåkare till olympiska vinterspelen 1972 i Sapporo, Japan. Ben Nanasca slutade 42:a i storslalomen (av 73 deltagare), Juan Cipriano kom aldrig i mål.
Costa Rica blev den andra tropiska nationen att delta i olympiska vinterspelen, i olympiska vinterspelen 1984 i Lake Placid, New York, där Arturo Kinch deltog i alpin skidåkning.
Kinch deltog för Costa Rica i ytterligare tre olympiska vinterspel, däribland olympiska vinterspelen 2006 då han var 49 år. Då slutade han som 96:a på 15 km, längdskidåkning, med enbart Prawat Nagvajara från Thailand efter sig.
Olympiska vinterspelen 1988 i Calgary drog till sig flera tropiska nationer, bland annat Costa Rica, Fiji, Guam, Guatemala, Jamaica, Nederländska Antillerna, Filippinerna, Puerto Rico och Amerikanska Jungfruöarna.
Det jamaicanska bob-laget blev en stor favorit bland fansen vid dessa spel och inspirerade senare till filmen Cool Runnings som kom ut 1993. 
Vid olympiska vinterspelen 2006 i Turin, Italien gjorde Etiopien och Madagaskar debut, och i olympiska vinterspelen 2010 gjorde Caymanöarna, Colombia, Peru och Ghana debut.
Nuförtiden, 2014, finns det grenar i vinter-OS som sker inomhus som exempelvis curling och short track. 
En del länder som inte har klimatmässiga fördelar i vintersammanhang som exempelvis Nederländerna (men hittills inga tropiska länder) brukar ta medaljer i vinter-OS. 
Men en del grenar som vanligtvis äger rum utomhus, som exempelvis alpin skidåkning i slalom, kan även ske inomhus genom inomhusarenor. 
Det förekommer också att personer som tävlar för ett tropiskt land, tränar och bor i annat land där det går att bedriva träningen utomhus.

## Lista över tropiska nationer i olympiska vinterspelen

Världskarta med området mellan vändkretsarna markerat i rött.

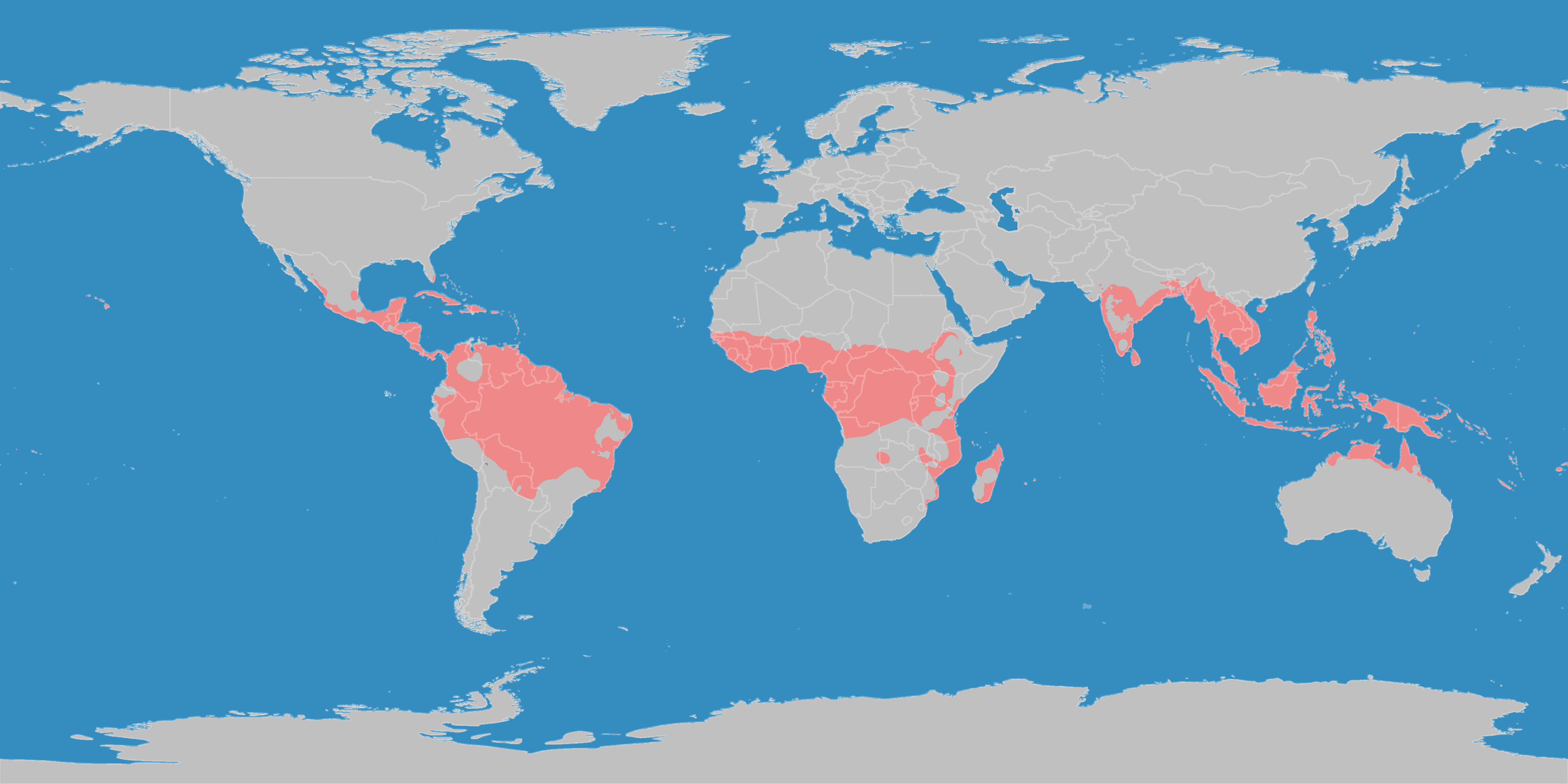
Världskarta där landområden med tropiskt klimat är markerade i rött.

Denna lista över tropiska nationer i olympiska vinterspelen innehåller de nationer som ligger helt eller delvis inom det tropiska området av jordklotet. Spel då nationerna deltagit visas också.
| Afrika                   |                            |
| Kamerun                  | 2002                       |
| Etiopien                 | 2006–2010                  |
| Ghana                    | 2010                       |
| Kenya                    | 1998–2006                  |
| Madagaskar               | 2006                       |
| Senegal                  | 1984, 1992–1994, 2006–2010 |
|                          |                            |
| Karibien                 |                            |
| Caymanöarna              | 2010                       |
| Jamaica                  | 1988–2002, 2010-2014       |
| Nederländska Antillerna  | 1988–1992                  |
| Puerto Rico              | 1984–2002                  |
| Trinidad och Tobago      | 1994–2002                  |
| Amerikanska Jungfruöarna | 1984–2006                  |
|                          |                            |
| Central- och Sydamerika  |                            |
| Brasilien                | 1992–2010                  |
| Colombia                 | 2010                       |
| Costa Rica               | 1980–1992, 2006            |
| Guatemala                | 1988                       |
| Honduras                 | 1992                       |
| Peru                     | 2010                       |
| Venezuela                | 1998–2006                  |
|                          |                            |
| Oceanien                 |                            |
| Amerikanska Samoa        | 1994                       |
| Fiji                     | 1988, 1994, 2002           |
| Guam                     | 1988                       |
|                          |                            |
| Asien                    |                            |
| Filippinerna             | 1972, 1988–1992            |
| Thailand                 | 2002–2006                  |

Andra varma länder (som ligger i till exempel subtropiska områden) som har deltagit i olympiska vinterspelen är Australien (Som har ett område med tropiskt klimat längst norrut, och blev det första landet på södra halvklotet att vinna OS-guld, genom Steven Bradbury 2002), Bermuda, Kina-Taipei (Taiwan), Hong Kong, Indien, Mexiko, Nya Zeeland (Första nation från södra halvklotet att vinna medalj i olympiska vinterspelen, Annelise Coberger 1992), Sydafrika, Swaziland och flera nordafrikanska länder såsom Algeriet, Egypten och Marocko.
Tonga såg ut att delta i olympiska vinterspelen 2010 genom en tävlande i rodel, vilket drog till sig viss media, men deltagaren kraschade i sista loppet under kvalificeringen.